# José de Santiago Concha y Traslaviña
Joseph de Santiago-Concha y Traslaviña, Roldán-Dávila y Oyagüe, II marqués de Casa Concha (Lima, 1735 - 29 de julio de 1801) fue un noble criollo limeño que desempeñó importantes cargos administrativos en el Virreinato del Perú.

## Biografía
Sus padres fueron los limeños Pedro de Santiago Concha y Roldán Dávila, y María Teresa de Traslaviña y Oyagüe. Huérfano de padre, a la muerte de su abuelo y a falta de su padre que falleció antes que éste, hereda el título de marqués de Casa Concha por herencia directa de su abuelo.
José de Santiago Concha, heredó el Marquesado de Casa Concha (1741). Inició sus estudios en el Real Colegio de San Martín (1745), los prosiguió en el Colegio Mayor de San Felipe y San Marcos (1752), para culminarlos en la Universidad de San Marcos donde obtuvo los grados de Doctor en Leyes y Cánones.
A la llegada del virrey Manuel de Amat y Juniet, le correspondió publicar el cartel del certamen poético denominado El Nuevo Héroe de la Fama... (1762). Ejerció su profesión como consultor del Tribunal del Santo Oficio y abogado de los presos depositados en su cárcel, además de procurador de la Orden Hospitalaria de San Juan de Dios, y consultor del VI Concilio Provincial Limense (1772). Posteriormente fue elegido alcalde ordinario de Lima (1788-1789).

## Matrimonio e hijos
Contrajo matrimonio en Lima, el 10 de agosto de 1773, con su sobrina Mariana de Salazar e Isásaga y Vásquez de Acuña, hija de su primo materno José Rafael de Salazar y Traslaviña, con quien tuvo a:
1. José, canónigo de la Catedral de Lima.
2. Manuel, mercedario.
3. Ignacio, agustino.
4. Pedro de Santiago Concha y Salazar, III Marqués de Casa Concha, sin sucesión.
5. Teresa de Santiago Concha y Salazar, casada con Juan Félix de Encalada y Ceballos, V Conde de Santa Ana de las Torres,IV conde de la Dehesa de Velayos,V Marqués de Villamayor de Santiago., con sucesión.

| Predecesor: Antonio de Elizalde | Alcalde ordinario de Lima Segundo voto 1788 | Sucesor: Francisco Arias de Saavedra |
| Predecesor: Antonio de Elizalde | Alcalde ordinario de Lima Primer voto 1789  | Sucesor: Francisco Arias de Saavedra |